# Рипли (замок)
Рипли (англ. Ripley Castle) — старинный замок, построенный в XIV веке. Со временем комплекс превратился в роскошную дворянскую резиденцию. Внесён в список памятников архитектуры Соединённого королевства I степени. Расположен в селении Рипли, недалеко от города Харрогит, в графстве Северный Йоркшир, в регионе Северо-Восточная Англия, Великобритания. На протяжении многих веков замок был главной резиденцией рода баронетов Инглби. 

## Описание
Здание построено из прямоугольного песчаника и тёсаного камня. Крыши сложены из серого сланца и каменного шифера. К центральному двухэтажному крылу примыкают с одной (восточной) стороны квадратная башня, а с другой — трёхэтажный флигель. Сторожка, которая возведена примерно в 80 метрах к югу от главного комплекса, также входит в список памятников архитектуры. Интересно, что охраняемыми объектами являются две плотины через Рипли-Бек, а также мосты, соединяющие их. Эти сооружения внесены в список культурного наследия II степени. К этой же категории относятся сады, а также окружающая их территория.
С восточной стороны к основному замку примыкает просторный внешний двор. В прежние времена здесь располагались склады, хозяйственные постройки и конюшни. В настоящее время здесь в числе прочего находятся жилые помещения. 

## История

Современный герб баронетов Инглби (дворянский род)

### Ранний период
Дворянин по имени Томас Инглби (около 1290 — 1352) примерно в 1308 году женился на знатной девушке по имени Эделина Твенге. В качестве приданого ему досталось поместье Рипли-Касл с каменной усадьбой. Старший сын, родившийся в этом браке, названный в честь отца Томас (1310–1369), во время охоты спас короля от нападения дикого кабана. За это владельцу имения был дарован титул барона, а на родовом гербе было позволено изобразить голову кабана.
Одним из потомков рода был Джон Инглби (1434–1499). Он унаследовал поместье в возрасте пяти лет от своего отца Уильяма. Повзрослев, этот дворянин велел построить сторожку. А в зрелом возрасте он решил стать монахом. Джон отправился в монастырь Маунт-Грейс, расположенный недалеко от Норталлертона. Позже он смог стать епископом Лландаффа. Ему наследовали сын, сэр Уильям Инглби (1518–1578), ставший верховным шерифом Йоркшира в 1564–1565 годах. Он был инициатором строительства массивной башни в родовой резиденции. Её возведение завершилось в 1548 году. Уильяму наследовал Франциск Инглби (1551–1586). Вмсесте с младшим братом он был ревностным католиком. Во время религиозных войн обоим пришлось скрываться от властей. Франциск вообще хотел посвятить себя служению церкви в сане католического священника. Но в 1586 году его арестовали, судили и приговорили к жуткой процедуре публичной казни. Несчастного повесили, затем труп вытащили из петли и четвертован. Всё это происходило в Йорке. Второй сын, Дэвид, сумел сбежать. Но ему не довелось вернуться на родину и он умер на континенте.

### Эпоха Ренессанса
Титул Уильяма Инглби-младшего (1546–1618) был подтверждён Яковом VI Шотландским, когда король в 1603 году следовал на юг, чтобы официально короноваться. Будущий английский король Яков I Английский желал заручиться поддержкой будущих подданных и был щедр на подарки. Позже королю в руки попал Джон Рутвен, один из беглых братьев графа Гоури. Это произошло в селении Киркби Мальзерд. В 1605 году граф принял участие в Пороховом заговоре. Причём заговорщики на некоторое время, пока вели закупку лошадей, нашли приют в имении Рипли. Среди этих государственных изменников оказался и Роберт Винтер, племянник владельца усадьбы. Уильям Инглби II был арестован и также стал обвиняемым в государственной измене. Однако в ходе судебных разбирательств его оправдали.
Сэр Уильям Инглби III (1594–1652) поддерживал короля Карла I во время Гражданской войны. За это монарх в 1642 году вторично даровал ему титул баронета. Уильям Инглби III сражался на стороне короля в битве при Марстон-Муре в 1644 году, когда армия Карла I оказалась полностью разгромлены. Баронет сумел сбежать в родовое имение. В Рипли он спрятался в доме местного священника и смог остаться неузнанным тогда, когда Оливер Кромвель, лидер индепендентов и сторонник парламентаристов (то есть противников короля) расположился там на ночь. В конце концов имение осталось в собственности рода Инглби.

### XVIII век
После смерти 4-го баронета Джона Инглби в 1772 году в роду не осталось законных наследников мужского пола. Формально титул баронета мог быть признан пресёкшимся. Однако власти Англии приняли в 1781 году решение о возрождении титула. Новым баронетом признали Джона Инглби-младшего (1758–1815), незаконнорожденного сына Джона. Новый владелец имения добился должности верховного шерифа в 1782–1783 годах. Посчитав, что впереди его ждёт безбедное будущее, он принял решение о масштабной реконструкции замка. Перестройка проводились в 1783–1786 годах по проекту архитектора Уильяма Белвуда. Однако строительные работы обходились столь дорого, что хозяину поместья пришлось влезть в серьёзные долги. В 1794 году ему даже пришлось укрыться от кредиторов за границей. На континенте баронет провёл несколько лет. В это время поместьем управлял управляющий Ральф Робинсон. Пытаясь найти деньги для оплаты расходов, он смог заключить несколько выгодных сделок по продаже древесины из леса, растущего на территории поместья. 
Погашение долгов позволило Джону Инглби вернуться в Англию. Он сумел заручиться поддержкой жителей окрестных земель и избраться членом парламента от Восточного Ретфорда. В статусе депутата баронет пребывал в период с 1790 по 1796 год. 

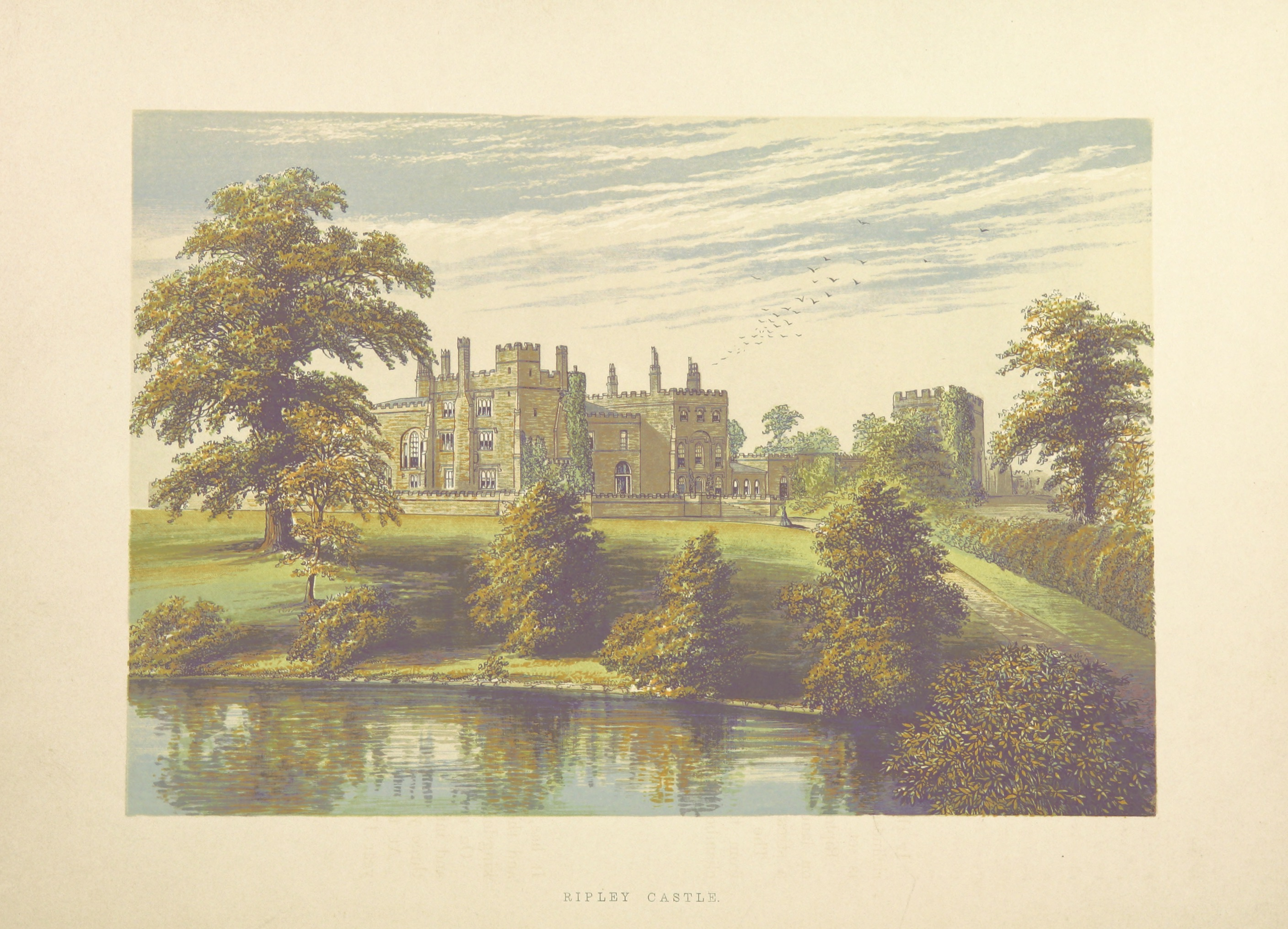
Изображение замка на рисунке 1866 года

### XIX век
Новым хозяином поместья стал Уильям Амкоттс-Инглби (1783–1854), сын Джона. Этот человек прославился эксцентричными выходками. Он имел репутацию пьяницы и любителя азартных игр. Тем не менее и Уильям смог добиться избрания в парламент от Восточного Ретфорда. В статусе депутата ему довелось оставаться с 1807 по 1812 год. Существенно позднее, в 1821 году, он смог заполучить должность верховного шерифа. 
Особенности характера владельца поместья привели к тому, что он решил принять фамилию Амкоттс-Ингилби (его матерью была Элизабет Амкоттс). Одержимый жаждой радикальных преобразований, баронет велел снести старые дома в деревне Рипли и на их месте построить новые. Кроме того, он возвёл здание мэрии в континентальном стиле. Не имея сына, постаревший беронет завещал поместье Рипли своему двоюродному брату Генри Джону Ингилби. Таким образом власти Англии оказались вынуждены принять решение о возрождении дворянского рода Инглби во второй раз.
Генри в итоге смог в 1866 году официально получить желанный титул. После процедуры возрождения титула Генри оказался вновь первым баронетом Инглби. 

### XX–XXI века
В настоящее время владельцем замка официально является 6-й баронет. В октябре 2021 года замок оказался одним из 142 объектов архитектурного наследия Англии, получивших государственные субсидии на реставрацию. Общий размер дотаций, выделенных на замок Рипли, составил 35 миллионов фунтов стерлингов. Все расходы обязался оплатить государственный фонд восстановления объектов культурного наследия.

## Современное состояние
Замок продолжает оставаться в частной собственности. Его собственниками числятся 6-й баронет Инглби и его супруга Эмма. При этом комплекс открыт для посещения. Здесь проводятся регулярные экскурсии, а по специальной договорённости на территории имения и внутри замка возможно проведение различных торжеств, свадебных церемоний или корпоративных мероприятий.

## В массовой культуре
- В детском сериале Йоркширского телевидения[англ.] «Мальчики Флэкстон[англ.]» (1969–1973) комплекс Рипли использовался как вымышленный замок Флэкстон-холл.
- Рипли служил декорацией к фильму 1976 года киностудии The Walt Disney Company. Лента получила название «Побег из тьмы[англ.]». Замок Рипли был назван резиденцией лорда Харрогейта, которого сыграл Аластер Сим.
- В телесериале, «Порох» (2017), снятом по заказу BBC One, замок являлся одним из мест, где снимались ключевые эпизоды.

## Галерея

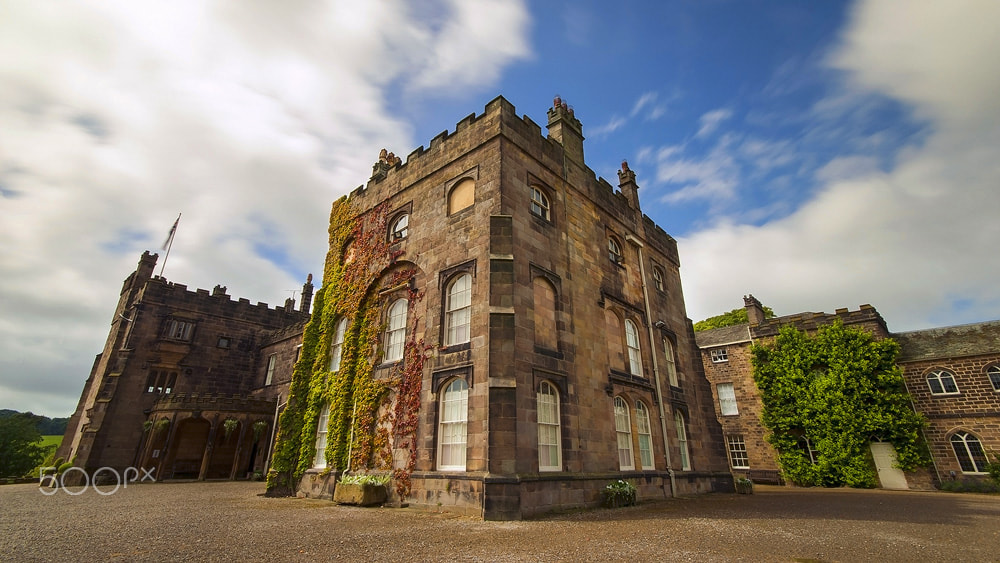
Вид замка с юго-восточной стороны
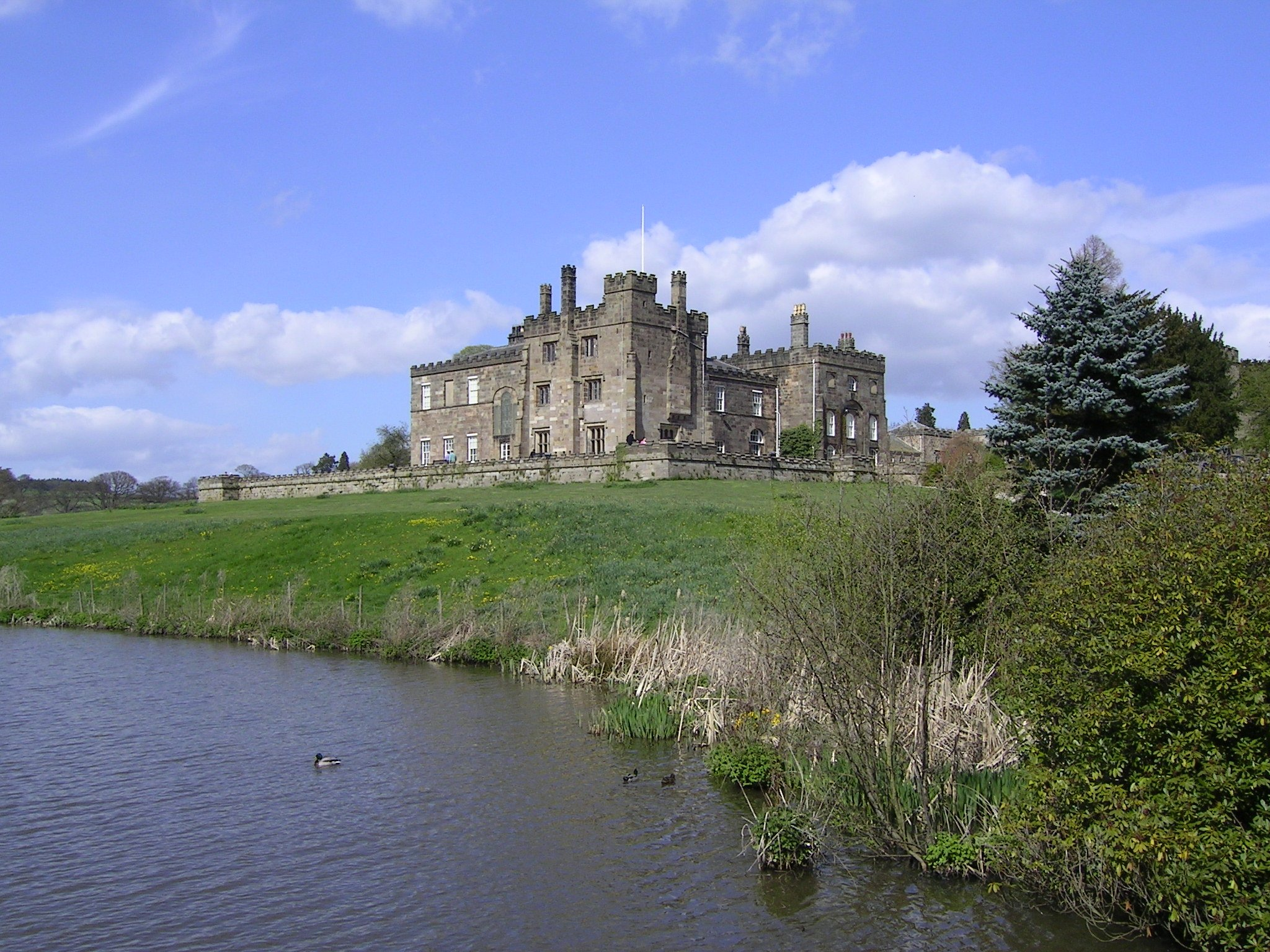
Вид замка со стороны озера
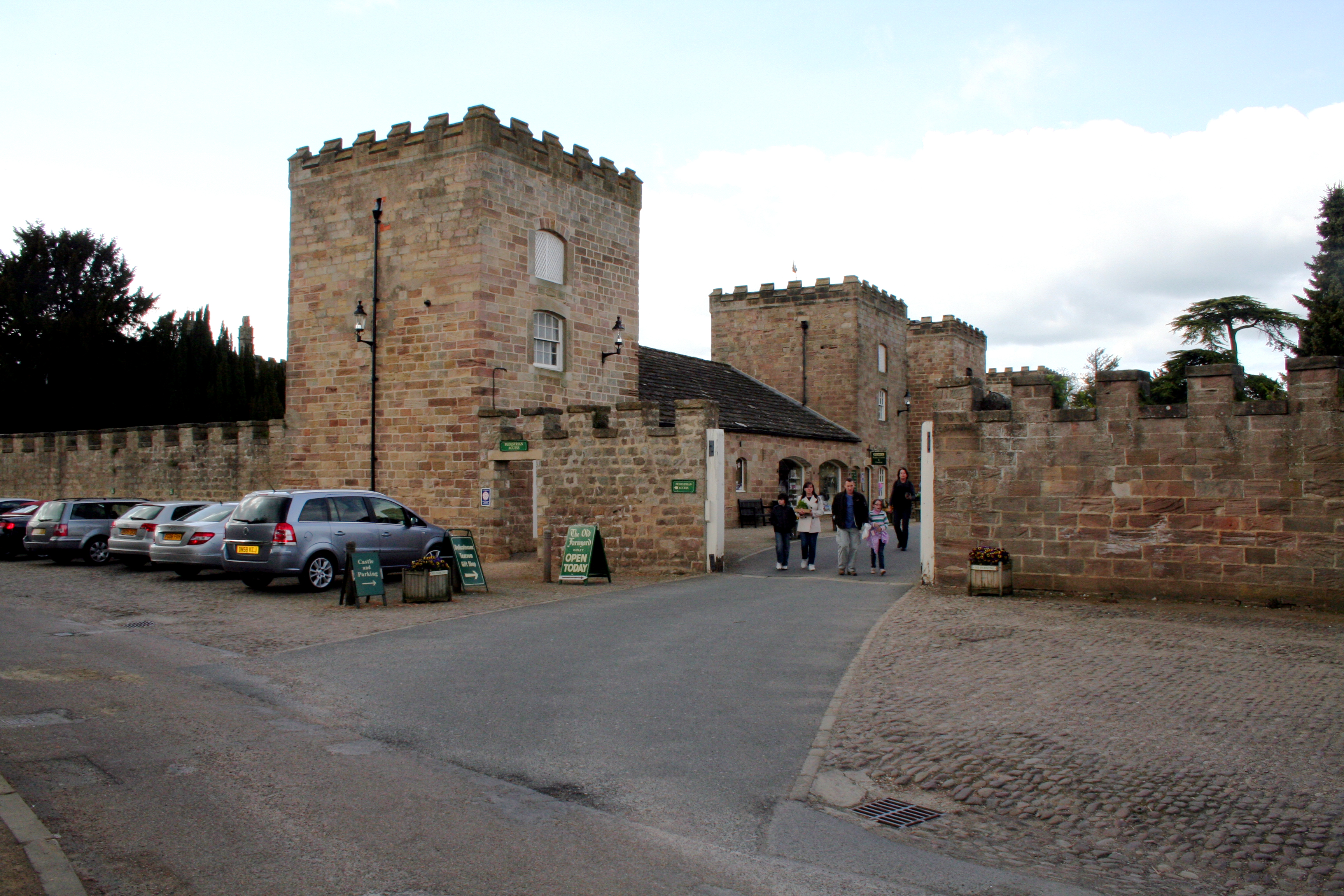
Ворота, ведущие в замок
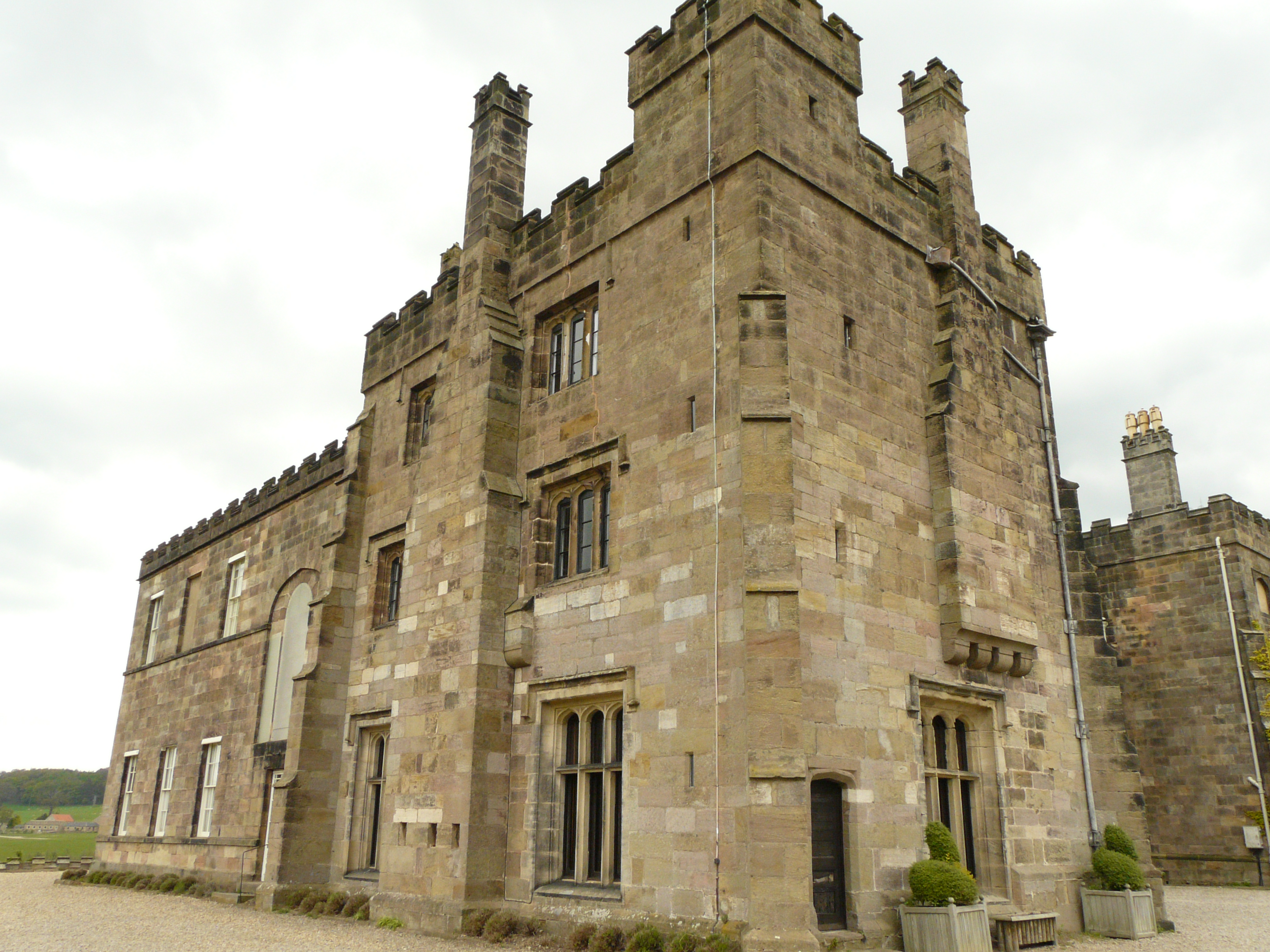
Трёхэтажный флигель замка
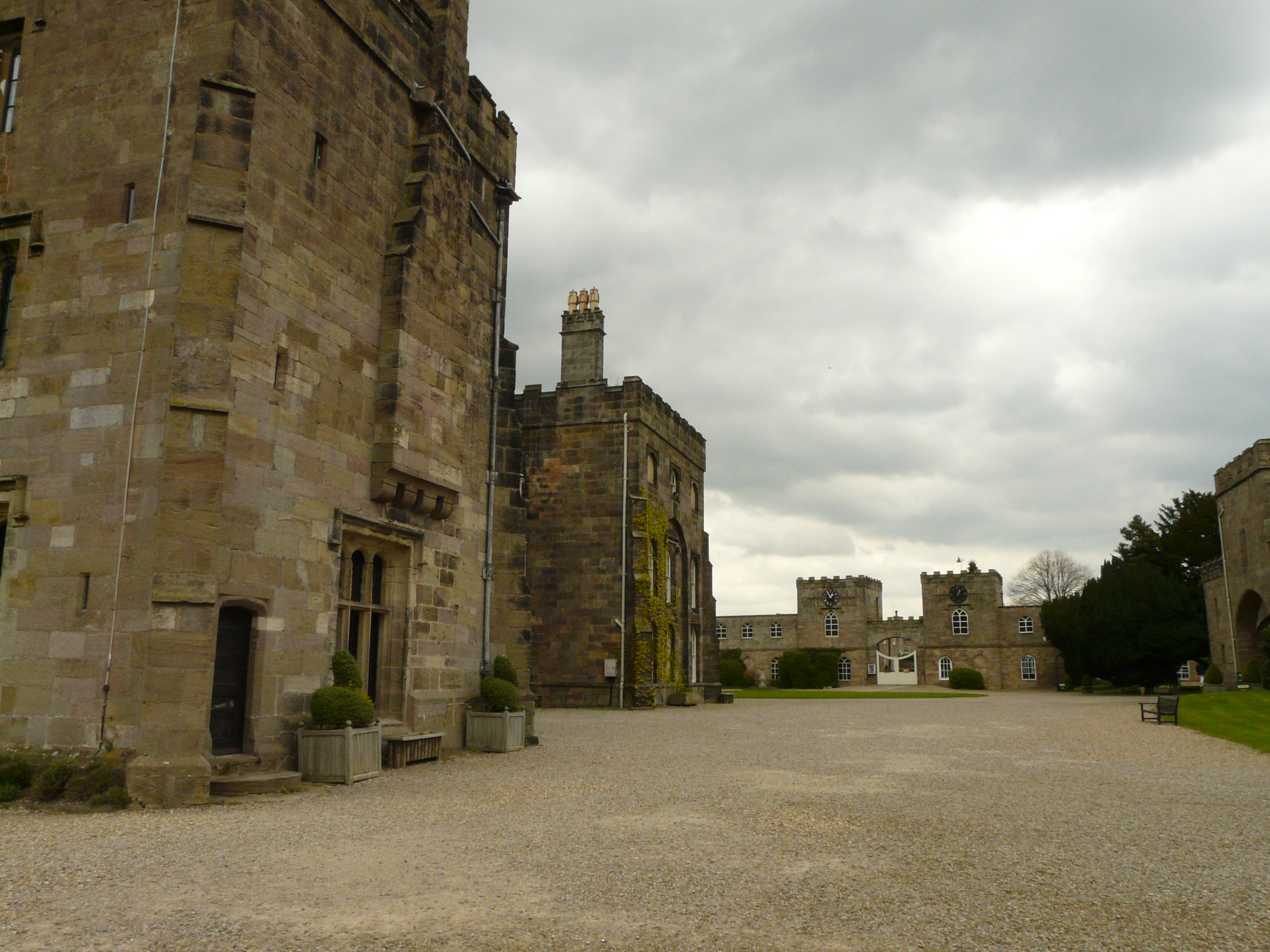
Внутренний двор внешнего замка
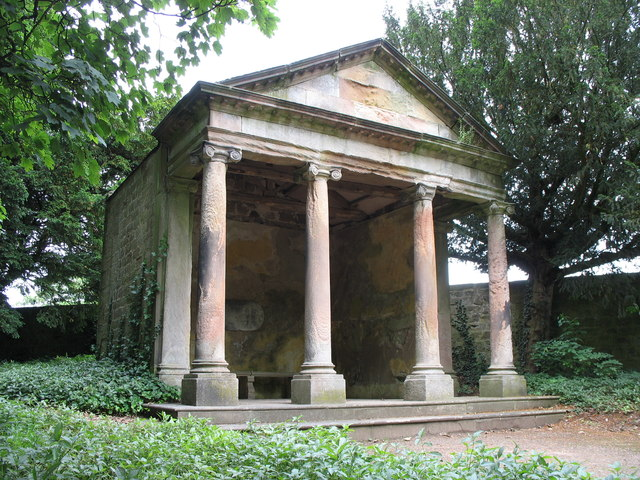
Замковая капелла